# 술폴로부스 시바타에
술폴로부스 시바타에는 술포로부스속에 속하는 한 종이다.